# Ла-Нёвиль-ле-Доран
Ла-Нёви́ль-ле-Дора́н (фр. La Neuville-lès-Dorengt) — коммуна во Франции, находится в регионе Пикардия. Департамент коммуны — Эна. Входит в состав кантона Гюиз. Округ коммуны — Вервен.
Код INSEE коммуны — 02548.

## Население
Население коммуны на 2010 год составляло 385 человек.
| 1962 | 1968 | 1975 | 1982 | 1990 | 1999 | 2010 |
| ---- | ---- | ---- | ---- | ---- | ---- | ---- |
| 453  | 414  | 383  | 381  | 359  | 348  | 385  |

## Экономика
В 2010 году среди 234 человек трудоспособного возраста (15—64 лет) 158 были экономически активными, 76 — неактивными (показатель активности — 67,5 %, в 1999 году было 68,9 %). Из 158 активных жителей работали 134 человека (75 мужчин и 59 женщин), безработных было 24 (11 мужчин и 13 женщин). Среди 76 неактивных 15 человек были учениками или студентами, 24 — пенсионерами, 37 были неактивными по другим причинам.